# Polymera minutissima
Polymera minutissima är en tvåvingeart som beskrevs av Alexander 1945. Polymera minutissima ingår i släktet Polymera och familjen småharkrankar.
Artens utbredningsområde är Ecuador. Inga underarter finns listade i Catalogue of Life.